# Mongun-Tajga
Mongun-Tajga (ros.: Монгун-Тайга; tuw.: Мөңгүн-Тайга, Mönggün-Tajga, dosł.: "srebrna tajga") – masyw górski w azjatyckiej części Rosji, w Tuwie (kożuun mongun-tajgiński), na styku Ałtaju, Sajanu Zachodniego i pasma Tannu-Oła. Wznosi się na wysokość 3970 m n.p.m. Masyw zbudowany jest z łupków krystalicznych i piaskowców, miejscami poprzecinanych granitami. W wyższych partiach występują lodowce górskie o powierzchni ok. 44 km². Zbocza północne porasta roślinność łąkowa i tundra górska. Na zboczach południowych występują stepy wysokogórskie oraz rumowiska skalne.
Masyw znajduje się na terenie Rezerwatu Biosfery „Kotlina Uwska”.